# Orimarga (Orimarga) zionensis
Orimarga (Orimarga) zionensis is een tweevleugelige uit de familie steltmuggen (Limoniidae). De soort komt voor in het Nearctisch gebied.